# النظام الأوروبي العام لحماية البيانات
النظام الأوروبي العام لحماية البيانات (بالإنجليزية: General Data Protection Regulation، اختصار: جي دي بي آر GDPR) هو نظام في قانون الاتحاد الأوروبي يختص بحماية البيانات والخصوصية لجميع الأفراد داخل الاتحاد الأوروبي. ويتعلق أيضا بتصدير البيانات الشخصية خارج الاتحاد الأوروبي. ويهدف نظام «جي دي بي آر» في المقام الأول لإعطاء المواطنين والمقيمين قدرة على التحكم والسيطرة بالبيانات الشخصية وتبسيط بيئة التنظيمات والقوانين للمشاريع التجارية الدولية من خلال توحيد التنظيم داخل الاتحاد الأوروبي.
تم اعتماد النظام في الرابع عشر من أبريل لعام 2016, ومر بفترة انتقالية لمدة عامين ليصبح ساري التنفيذ في 25 من مايو لعام 2018. نظام جي دي بي أر أستبدل نظام حماية البيانات المُقر في 1995. وبما أن النظام الحديث تنظيمي وليس توجيهي فهو لا يتطلب من الحكومات الوطنية تمرير أي تشريع لأنه مرتبط بشكل مباشر وملزم وقابل للتطبيق.